# Allée Charles-Brennus
L'allée Charles-Brennus est une voie située dans le 16e arrondissement de Paris, en France.

## Situation et accès
L'allée est sur le passage du stade Jean-Bouin.
Elle est desservie par les lignes 9 et 10 du métro.

## Origine du nom

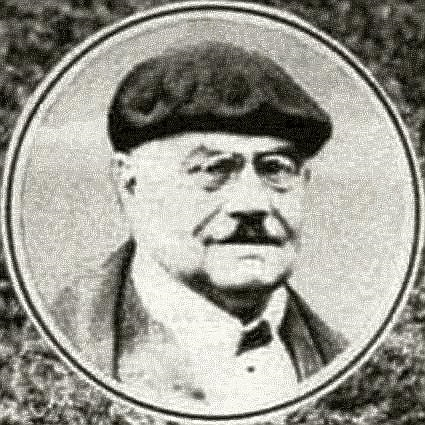
Charles Brennus.

Charles Brennus est né à Châteaudun en 1859 et décédé au Mans en 1943. Il est un maître graveur, ciseleur et dirigeant sportif national. Il est surnommé le père du rugby français. C'est son nom qui a été donné au célèbre Bouclier de Brennus, récompense des vainqueurs du championnat de France de rugby à XV.

## Historique
La construction de l'allée a lieu en même temps que le nouveau stade, cependant sa nomination a lieu bien après.
En décembre 2015, Le Conseil de Paris avait décidé de rendre hommage Charles Brennus en lui donnant le nom de cette allée. Le 7 mai 2016, 3 ans après l'ouverture du stade Jean Boin l'allée est inaugurée. Lors de cette inauguration sont présents la maire de Paris Anne Hidalgo, nombre de ses collaborateurs, la famille de Charles Brennus et des représentants du SCUF.